# Мама (группа)
«Мама» — советская и российская музыкальная поп-группа, творческий проект Сергея Кузнецова после ухода из группы «Ласковый май» в марте 1989 года. 

## История
В марте 1989 года ещё находясь в составе группы «Ласковый май» композитор Сергей Кузнецов и клавишник Александр Прико, воспитанник детского дома г. Акбулак Оренбургской области, записали магнитоальбом «Взрослые», а вскоре покинув скандальный коллектив, создали свою собственную музыкальную группу — «Мама». Вместе с ними «Ласковый май» покинули ударные Игорь Игошин и клавишные/бас-гитара Вячеслав Пономарёв.
Впоследствии к созданному коллективу присоединились Сергей Седов (воспитанник того же детского дома, как и Александр Прико и Игорь Игошин) и лидер-гитарист Александр Ларионов, работавший до этого в популярной московской рок-группе «Магнит». В 1990 году в группу пришел Григорий Герасимов (Распутин) так же он был первым солистом студии Сергея Кузнецова.
Позже появились барабанщик Сергей Серков, бывший участник группы «Ласковый май» и музыкального коллектива Константина Пахомова и постановщик светотехнических эффектов Геннадий Андриевских.
7 мая 1989 года группа «Мама» впервые публично выступила в Ленинграде, выступление коллектива было включено в прямой эфир Центрального телевидения.
За время своего существования коллектив записал три магнитоальбома, однако часть песен уже публично обнародованного репертуара «Мамы» перезаписал, как «собственные» произведения «Ласковый май» технически записав в студии вокал Юрия Шатунова на копии фонограмм песен С. Кузнецова.
Несмотря на многочисленные успешные выступления и хороший гастрольный график проект группа «Мама» был закрыт Сергеем Кузнецовым 30 августа 1992 года.

## Дискография
| * 1989 — «Взрослые» |
| --- |
| 1. Вступление 2. Глупые снежинки 3. Ты просто был 4. Бездомный пёс 5. Месяц июль 6. Инструментал 7. Кончено всё 8. Взрослые |

| * 1989 — «Фрегат»                                                                                       |
| --- |
| 1. Бездомный пёс 2. Медленно уходит осень 3. Розовый вечер 4. Телефонный роман 5. Кончено всё 6. Фрегат |

| * 1990 — «Метель в чужом городе» |
| --- |
| 1. Инструментальное вступление 2. Метель в чужом городе 3. Осенний парк 4. Театр 5. Плачет мокрое окно 6. Новый год 7. Весенний дождь |

| * 1991 — «Ещё одна сенсация»                                                     |
| -------------------------------------------------------------------------------- |
| 1. Ёлка (Твоя последняя зима) 2. Рано ушедшая осень 3. Ради тебя 4. Инструментал |

| * 1991 — «Ночь»                                                                            |
| ------------------------------------------------------------------------------------------ |
| 1. Утренний снег 2. Инструментал 3. Ночь (Night) 4. Инструментал 5. Розовый вечер 6. Осень |

| * 1992 — «Последний концерт» (живое выступление, г. Сухуми)                                                                                              |
| --- |
| 1. Селяви 2. Свадьба 3. Ушла любовь 4. Будет вечер 5. Кончено всё 6. Дождь 7. Месяц июль 8. Ради тебя 9. Звезда 10. Рано ушедшая осень 11. Розовый вечер |

| * 1992 — «Музыка листопада» |
| --- |
| Информации об этом альбоме нет. Предположительно, в него входили песни «Звезда», «Старый дом», «Письмо», которые впоследствии исполняли Юрий Шатунов и Игорь Веряскин. Альбомы группы «Мама» официально не переиздавались и являются большой редкостью. поправка: переиздавались в России и в Чехии[прояснить]. |